# Nejvíce minut bez gólu
Toto je historická tabulka nejvíce minut bez gólu české hokejové extraligy. 

## Přehled sezon
| Sezóna    | Hráč               | Čas (minut) |
| --------- | ------------------ | ----------- |
| 1999/2000 | Vladimír Hudáček   | 262:50      |
| 2017/2018 | Patrik Rybár       | 245:26      |
| 1976/1977 | Jiří Králík        | 238         |
| 2009/2010 | Roman Turek        | 232:00      |
| 2013/2014 | Marcel Melicherčík | 224:19      |
| 2001/2002 | Martin Vojtek      | 218:08      |
| 2020/2021 | Karel Vejmelka     | 215:05      |
| 2016/2017 | Ján Lašák          | 209:13      |
| 2020/2021 | Jan Růžička        | 208:20      |